# Lourens de Rook
Laurens Klaas de Rook (Lemmer, 1 maart 1884 - Lemmer, 12 mei 1952) was een Nederlands pianist, componist en (koor)dirigent. Zijn geboorteakte Lemmer, 1884 nummer 36 vermeldt Lourens de Rook als voornaam, de voornamen worden door elkaar gebruikt.
Hij was zoon van Wiebrigje Doeve en bokkingroker Klaas de Rook. Hij was getrouwd met Alida Maria van der Bles.
Hij was sinds 1914 gediplomeerd pianist via een examen van het Nederlands Muziekpaedagoisch verbond in Amsterdam. Hij begon echter als klarinettist in het militaire corps van de 1e infanterie. Hij vestigde zich in 1908 definitief in Lemmer.
Hij was er 44 jaar lang leider van de Lemmerse muziek- en zangvereniging Excelsior (gemengd koor, in 1921 25 jaar), dat wel wedstrijden won met name in Friesland. Er was ook een muziekkorps aan verbonden. In 1909 richtte De Rook in Lemmer ook het Christelijk Muziekcorps Crescendo op. Voor de koorgezelschappen leverde hij Friese teksten van aria’s uit oratoria en opera's.
De Rook schreef muziek bij diverse Friese gedichten:
- Peaske en Jongsémans Ofskie van Pieter Jelles Troelstra
- Boi van J.D. van der Mei
- Maitiidsleafde van D. kalma
- Us Sudersé, Jongereinliet (Frysk Nasjonael Boun), Nei Reikjavik, Liet foar Lemmer van Fedde Schurer.

De Rook overleed op 68-jarige leeftijd. Hij was al twee jaar ziek. Hij overleed twee maanden na zijn broer Klaas de Rook, eveneens musicus. Laurens werd begraven op de Algemene Begraafplaats Lemmer. Schurer leidde de begrafenis, waarbij allerlei notabelen aanwezig waren. Zijn grafsteen wordt gesierd door een harp en de tekst Nwat we ivich leap ha, bliuwt ûs ivich bij (waar we voor altijd van houden, blijft voor altijd bij ons).
- International Standard Name Identifier: 0000 0003 8844 1072
- Nederlandse Thesaurus van Auteursnamen: 241717205
- Virtual International Authority File: 281637516
- WorldCat: E39PBJdgV8RxDH4vV4jhG8BwYP